# SEKA
SEKA (vollständiger Name: Türkiye Selüloz Ve Kağıt Fabrikaları A.Ş, übersetzt: Türkische Zellstoff- und Papierfabrik AG) war ein Leichtindustrieunternehmen in İzmit, Türkei.
Das Unternehmen wurde 1936 gegründet und war die erste Industrieanlage der Türkei. Das Fabrikgebäude wurde von der Oberhausener Gutehoffnungshütte im kubistischen Stil erbaut.
Das Unternehmen wurde 2005 gegen den militanten Widerstand der Beschäftigten geschlossen.
Es wird derzeit in ein Museum der Papierfabrikation umgewandelt und ist der Mittelpunkt eines großen Freizeit- und Erholungsparks.